# Алеш Матјеју
Алеш Матјеју (чеш. Aleš Matějů; 3. јун 1996) чешки је професионални фудбалер који тренутно наступа на позицији десног бека за Брешу и репрезентацију Чешке.
Каријеру је почео 2014. у Прибраму, гдје је провео једну сезону, након чега је прешао у Викторију Плзењ. У клубу је провео двије године, а освојио је Прву лигу Чешке и Суперкуп. Године 2017. прешао је у Брајтон и Хоув албион, гдје је провео једну сезону, након чега је отишао на позајмицу у Брешу. Након једне сезоне, Бреша је откупила његов уговор.
Прошао је све млађе селекције у репрезентацији, а за сениорску репрезентацију Чешке дебитовао је 2020. након чега је играо на Европском првенству 2020.

## Клупска каријера

### Прибрам
Професионалну каријеру почео је у Прибраму, за који је играо у млађим категоријама. Дебитовао је 30. августа 2014. у поразу 3:2 кући од Бохемијанса у Првој лиги Чешке.

### Викторија Плзењ
Године 2015. прешао је у Викторију Плзењ, гдје је постао стандардан играч и освојио је титулу првака Чешке у сезони 2015/16. и Суперкуп Чешке 2016. У сезони 2016/17. испао је из стартне поставе, а његово мјесто заузео је Радим Резник.

### Брајтон и Хоув албион
На дан 4. августа 2017. потписао је трогодишњи уговор са енглеским клубом Брајтон и Хоув албион.

### Бреша
На љето 2018. прешао је на позајмицу у Брешу, гдје је провео сезону 2018/9. у којој се Бреша пласирала из Серије Б у Серију А, захваљујући чему је потписао вишегодишњи уговор са клубом.

## Репрезентативна каријера
Играо је за све млађе селекције репрезентације, од репрезентације до 16 година до репрезентације до 21 године.
За сениорску репрезентацију Чешке дебитовао је 7. октобра 2020. у побједи од 2:1 у пријатељској утакмици против Кипра. На дан 27. маја 2021. нашао се у тиму за Европско првенство 2020, које је због пандемије ковида 19 помјерено за 2021. На првенству, није улазио у игру, а Чешка је у првом колу групе Д побиједила Шкотску 2:0, са два гола Патрика Шика, док је у другом колу ремизирала 1:1 против Хрватске. У трећем колу изгубила је 1:0 од Енглеске и прошла је даље са трећег мјеста. У осмини финала побиједила је Холандију 2:0, док је у четвртфиналу изгубила 2:1 од Данске.

## Статистика каријере

### Клубови
Ажурирано након утакмице игране 10. априла 2021.
| Клуб                  | Сезона            | Лига              | Лига  | Лига | Куп   | Куп  | Континентално | Континентално | Остало | Остало | Укупно | Укупно |
| Клуб                  | Сезона            | Лига              | Утак. | Гол. | Утак. | Гол. | Утак.         | Гол.          | Утак.  | Гол.   | Утак.  | Гол.   |
| --------------------- | ----------------- | ----------------- | ----- | ---- | ----- | ---- | ------------- | ------------- | ------ | ------ | ------ | ------ |
| Прибрам               | 2014/15.          | Прва лига Чешке   | 15    | 1    | 0     | 0    | —             | —             | —      | —      | 15     | 1      |
| Викторија Плзењ       | 2015/16.          | Прва лига Чешке   | 17    | 0    | 6     | 1    | —             | —             | 2      | 0      | 25     | 1      |
| Викторија Плзењ       | 2016/17.          | Прва лига Чешке   | 18    | 0    | 1     | 0    | —             | —             | 8      | 1      | 27     | 1      |
| Викторија Плзењ       | Укупно            | Укупно            | 35    | 0    | 7     | 1    | —             | —             | 10     | 1      | 52     | 2      |
| Брајтон и Хоув албион | 2017/18.          | Премијер лига     | 0     | 0    | 0     | 0    | 2             | 0             | —      | —      | 2      | 0      |
| Бреша (позајмица)     | 2018/19.          | Серија Б          | 22    | 0    | 1     | 0    | —             | —             | —      | —      | 23     | 0      |
| Бреша                 | 2019/20.          | Серија А          | 31    | 0    | 1     | 0    | —             | —             | —      | —      | 32     | 0      |
| Бреша                 | 2020/21.          | Серија Б          | 22    | 1    | 1     | 0    | —             | —             | —      | —      | 23     | 1      |
| Бреша                 | Укупно            | Укупно            | 75    | 1    | 3     | 0    | —             | —             | —      | —      | 78     | 1      |
| Укупно у каријери     | Укупно у каријери | Укупно у каријери | 125   | 2    | 10    | 1    | 2             | 0             | 10     | 1      | 147    | 4      |

1. ↑  Наступи у Лиги Европе
2. ↑  Четири наступа и један гол у Лиги шампиона, четири наступа у Лиги Европе.

### Репрезентација
Ажурирано након утакмице игране 18. новембра 2020.
| Репрезентација | Година | Наступи | Голови |
| -------------- | ------ | ------- | ------ |
| Чешка          |        |         |        |
| 2020.          | 4      | 0       |        |
| 2021.          | 0      | 0       |        |
| Укупно         | Укупно | 4       | 0      |

## Успјеси

### Клубови
Викторија Плзењ
- Прва лига Чешке (1): 2015/16
- Суперкуп Чешке (1): 2016